# Quintanilla (Elvillar)
Quintanilla es un despoblado que actualmente forma parte del municipio de Elvillar, en la provincia de Álava, País Vasco (España).

## Toponimia
A lo largo de los siglos ha sido conocido también con el nombre de Quintanieylla.

## Historia
Documentado desde 1366, como aldea de Laguardia, se despobló antes de 1427, pasando sus tierras a formar parte de las de Elvillar.
Cerca del despoblado se localiza un poblado de la Edad del Hierro.